# سلطان أبو العينين
حسن أحمد محمد العينين واسمه الحركي سلطان أبو العينين (10 فبراير 1950 – ) سياسي ووزير وعسكري فلسطيني برتبة لواء.

## نشأته وتحصيله العلمي
وُلد حسن أحمد محمد العينين عام 1951 في مخيم الرشيدية جنوب لبنان لأسرة فلسطينية لاجئة تعود أصولها إلى قرية الشيخ داوود في قضاء عكا. تلقى تعليمه للمرحلة الأساسية في مدارس المخيم ثم التحق بالجامعة في تخصص إدارة الأعمال.

## حياته السياسية والعسكرية
انضم إلى حركة فتح عام 1968، وتلقى في معسكرات الحركة في سوريا تدريباته العسكرية وذلك بين عامي 1968 و1969، واشترك عام 1982 في حرب لبنان، وغادر بعدها إلى اليمن عقب خروج منظمة التحرير الفلسطينية من لبنان عام 1982، ثم عاد إلى لبنان عام 1983.
تولى منصب أمين سر حركة فتح في لبنان منذ عام 1991 وحتى عام 2009، وكان يعد الرجل الأول لمنظمة التحرير الفلسطينية في لبنان، كما انتخب عام 2009 عضوًا في اللجنة المركزية لحركة فتح في مؤتمرها السادس المنعقد في بيت لحم.
في 8 مارس 2010 تولى منصب مستشار الرئيس الفلسطيني محمود عباس لشؤون اللاجئين وبدرجة وزير، وفي 6 مارس 2012 تولى منصب مستشار الرئيس عباس لشؤون المنظمات غير الحكومية والعمل الأهلي، وفي 8 يناير 2013 كلفه الرئيس الفلسطيني محمود عباس بمنصب رئيس هيئة شؤون المنظمات الأهلية الفلسطينية.

## الحُكم بالإعدام عليه
عام 2000 حكم القضاء اللبناني غيابيًا على أبو العينين بالإعدام بتهمة "تكوين عصابة مسلحة للقيام بأعمال إرهابية وتنفيذ اغتيالات والنيل من هيبة الدولة اللبنانية واقتناء أسلحة حربية"، ولكن في 31 مارس 2006 لغى القضاء اللبناني هذه التهم في محاكمة جديدة.

## محاولات اغتياله
كان أبو العينين قد تعرض في لبنان لعدة محاولات اغتيال من قبل خصومه السياسيين.